# Liste des œuvres de Tōru Takemitsu

## Catalogue chronologique
Ce catalogue des œuvres du compositeur japonais Tōru Takemitsu n'est pas exhaustif. Les dates entre parenthèses correspondent à la première exécution des œuvres.
- 1948 : Romance, pour piano

### Années 1950
- 1950 : Lento in Due Movimenti, pour piano
- 1951 : Distance de Fée, pour violon et piano (novembre 1951)
- 1952 : Pause ininterrompue, pour piano
- 1955 : Concerto de Chambre, pour 13 instrumentistes
- 1957 : Requiem for strings, pour orchestre à cordes (juin 1957), durée approximative d'une dizaine de minutes.
- 1958 : Tableau noir, pour récitant et orchestre de chambre (juillet 1958)
- 1958 : /1 - Le son calligraphié I, pour 8 instrumentistes à cordes (août 1958)
- 1958 : /2 - Le son calligraphié II, pour 8 instrumentistes à cordes
- 1958 : /3 - Le son calligraphié III, pour 8 instrumentistes à cordes (avril 1960)
- 1958 : Solitude sonore, pour orchestre (2 novembre 1958). Il s'agit d'une pièce symphonique créée par l'orchestre de la NHK sous la direction d'Hiroyuki Iwaki. Elle est inspirée par une œuvre orchestrale de Toshiro Mayuzumi, la Symphonie Nirvana. Son exécution demande moins de dix minutes.
- 1959 : Scene, pour violoncelle et orchestre à cordes (décembre 1959)
- 1959 : Masque, pour 2 flûtes (1959 - avril 1960)

### Années 1960
- 1960 : Landscape, pour quatuor à cordes (avril 1960)
- 1960 : Water Music, pour bande magnétique
- 1961 : Bad Boy, pour 2 guitares (1961 – 1993)
- 1961 : Ring, pour flûte, guitare terz et luth (août 1961). Son nom est l'acronyme des titres de ses quatre mouvements (General theme, Inversion, Noise, Retrograde) séparés par trois interludes, l'ordre des premiers étant décidés par les interprètes. L'exécution de l'œuvre demande un peu moins d'un quart d'heure.
- 1961 : Music of trees, pour orchestre
- 1961 : Piano Distance, pour piano
- 1962 : Sacrifice, pour flûte alto, luth et vibraphone
- 1962 : Coral Island, pour soprano et orchestre (octobre 1962)
- 1962 : Corona, pour piano(s)
- 1962 : Corona II, œuvre graphique pour 22 instrumentistes à cordes (1971)
- 1963 : Arc for strings, œuvre graphique pour instrumentation variable (1963 - avril 1964)
- 1964 : Textures, pour piano et orchestre
- 1965 : Sonant, pour violon, violoncelle, guitare, 2 flûtes et 2 bandonéons, réécrit et renommé Valeria en 1969, est divisé en quatre courts mouvements. Son exécution demande un peu plus de cinq minutes.
- 1965 : Valéria, pour violon, violoncelle, guitare et orgue électrique avec 2 piccolos (novembre 1965 /1969)
- 1966 : Wind Horse, pour chœur mixte (octobre 1966)
- 1966 : Eclipse, pour biwa et shakuhachi (mai 1966)
- 1966 : Hika, pour violon et piano (novembre 1966)
- 1966 : The Dorian Horizon, pour 17 cordes (1966 - février 1967)
- 1966 : Arc Part I, pour piano et orchestre (mai 1966 - janvier 1977)
- 1966 : Arc Part II, pour piano et 2 orchestres (juillet 1966 - janvier 1977)
- 1967 : Green, pour orchestre
- 1967 : November Steps, pour biwa, shakuhachi et orchestre (9 novembre 1967), d'une durée d'une vingtaine de minutes. Il s'agit d'une commande pour le 125e anniversaire de l'orchestre philharmonique de New York et a été créée par ce dernier.
- 1967 : Asterism, pour piano et orchestre (1967 – 1969)
- 1968 : Cross Talk, pour 2 bandonéons et bande magnétique (juin 1968)
- 1969 : Stanza I, pour guitare, piano/célesta, harpe, vibraphone et voix de femme (1969 - février 1971) est une courte pièce d'un peu moins de dix minutes qui s'achève par un texte extrait du Tractatus logico-philosophicus de Ludwig Wittgenstein.

### Années 1970
- 1970 : Crossing, pour guitare, harpe, piano/célesta, ensemble de voix d'altos et 2 orchestres (mars 1970)
- 1970 : Seasons, œuvre graphique pour 4 percussionnistes ou percussionniste et bande (août 1970)
- 1970 : Eucalypts I, pour flûte, hautbois, harpe et orchestre (novembre 1970)
- 1971 : Eucalypts II, pour flûte, hautbois, et harpe (octobre 1971)
- 1971 : Cassiopeia, pour un percussionniste et orchestre (juin 1971)
- 1971 : Winter, pour orchestre (octobre 1971)
- 1971 : Gémeaux, pour hautbois solo, trombone solo et 2 orchestres (1971 - 15 octobre 1986). Cette pièce est conçue pour deux orchestres séparés spatialement. Les solistes destinataires étaient Heinz Holliger au hautbois et le compositeur et tromboniste Vinko Globokar au trombone. Elle se compose de quatre sections (Strophe - Genesis - Traces - Antistrophe) et son exécution demande environ une demi-heure.
- 1971 : Voice, pour flûte seule
- 1971 : Stanza II, pour harpe et bande magnétique (28 octobre 1971)
- 1972 : Distance, pour hautbois OU hautbois et shô (mai 1973)
- 1972 : Munari by Munari, pour percussionniste
- 1973 : For Away, pour piano
- 1973 : Voyage, pour 3 biwas (septembre 1973)
- 1973 : Autumn, pour biwa, shakuhachi et orchestre (septembre 1973)
- 1973 : In an autumn garden, pour orchestre de gagaku (octobre 1973), version complète, pour orchestre de gagaku datée du 28 septembre 1979.
- 1974 : Garden Rain, pour 3 biwas (novembre 1974)
- 1974 : Folios, pour guitare
- 1975 : Quatrain, pour clarinette, violon, violoncelle, piano et orchestre (septembre 1975), pièce en seul mouvement d'une durée d'environ un quart d'heure, commandée par la compagnie de radiodiffusion de Tokyo.
- 1975 : Quatrain II, pour clarinette, violon, violoncelle et piano (mars 1977)
- 1975 : Gitimalya, pour marimba et orchestre (novembre 1975)
- 1976 : Bryce, pour flûte, 2 harpes et 2 percussionnistes (mars 1976)
- 1976 : Waves, pour clarinette, cor, 2 trompettes et tambour grave (juin 1976)
- 1976 : Marginalia, pour orchestre (octobre 1976)
- 1977 : A Flock descends into the Pentagonal Garden, pour orchestre (novembre 1977). Il s'agit d'une commande de l'Orchestre symphonique de San Francisco qui l'a créé sous la direction d'Edo de Waart. Son exécution demande un peu moins d'un quart d'heure.
- 1978 : Pièces de piano pour les enfants
- 1978 : Waterways pour clarinette, violon, violoncelle, 2 harpes et 2 vibraphones
- 1979 : Les yeux clos, pour piano

### Années 1980
- 1980 : Far Calls. Coming, far!, pour violon et orchestre (24 mai 1980)
- 1981 : A Way a Lone, pour quatuor à cordes (23 février 1981)
- 1981 : A Way a Lone II, pour orchestre à cordes (1981 - 27 juin 1982)
- 1981 : Toward the Sea, pour flûte alto et guitare (31 mai 1981)
- 1981 : Toward the Sea II, pour flûte alto, harpe et orchestre (1981 - 27 juin 1982)
- 1981 : Toward the Sea III, pour flûte alto et harpe (1989)
- 1981 : Rain Tree, pour 2 marimbas et vibraphone (31 mai 1981)
- 1981 : Dreamtime, pour orchestre (1981 - 27 juin 1982). Il s'agit d'une commande du théâtre de danse néerlandais. Sa création orchestrale a été faite par l'orchestre de Sapporo sous la direction d'Hiroyuki Iwaki. Son exécution demande environ un quart d'heure.
- 1982 : Rain Tree Sketch, pour piano
- 1982 : Star - Isle, pour orchestre (21 octobre 1982)
- 1982 : Rain Coming, pour orchestre (26 octobre 1982)
- 1982 : Grass, pour chœur d'hommes
- 1982 : Cross Hatch, pour marimba
- 1983 : Rain Spell, pour flûte (prenant flûte alto), clarinette, harpe, piano et vibraphone (19 janvier 1983)
- 1983 : To the Edge of Dream, pour orchestre (12 mars 1983)
- 1983 : Rocking Mirror Daybreak, pour duos de violons (17 novembre 1983)
- 1983 : From far beyond Chrysanthemums and November Fog, pour violon et piano (décembre 1983)
- 1984 : Orion, pour violoncelle et piano (21 mars 1984)
- 1984 : Orion and Pleiades, pour orchestre (29 mai 1984)
- 1984 : Vers, l'arc-en-ciel, Palma, pour guitare, hautbois d'amour et orchestre (2 octobre 1984)
- 1984 : Riverrun, pour piano et orchestre (1984 - 10 janvier 1985)
- 1985 : Dream/Window, pour orchestre (10 septembre 1985). Son titre dérive de la « traduction » du nom d'un moine bouddhiste de l'âge d'or du Zen, Musō Soseki (Mu=rêve et so=fenêtre), concepteur d'un certain nombre de jardins célèbres. L'œuvre dure environ un quart d'heure.
- 1986 : Entre-temps, pour hautbois et quatuor à cordes (12 mai 1986)
- 1986 : Rain Dreaming, pour clavecin
- 1987 : I hear the water dreaming, pour flûte et orchestre (3 avril 1987)
- 1987 : Signals from Heaven I - Day Signal, pour 2 cors en fa, trompette piccolo, 4 trompettes en ut, 4 trombones et tuba (25 juillet 1987)
- 1987 : Signals from Heaven II - Night Signal, pour 4 cors en fa, 2 trompettes en ut, cornet en si♭, 3 trombones et tuba (14 septembre 1987)
- 1987 : Nostalghia - In memory of Andrei Tarkovski, pour violon et orchestre à cordes (11 août 1987)
- 1987 : Handmade Proverbs, pour 6 voix d’hommes
- 1987 : All in Twilight, pour guitare
- 1987 : A Boy Named Hiroshima, pour 2 guitares
- 1988 : Twill by Twilight - In memory of Morton Feldman, pour orchestre (8 mars 1988)
- 1988 : Tree Line, pour orchestre de chambre (20 mai 1988)
- 1988 : Les yeux clos II, pour piano
- 1989 : Litany, à la mémoire de Michael Vyner, pour piano
- 1989 : A String Around Autumn, pour violon alto et orchestre (29 novembre 1989)
- 1989 : Itinerant, pour flûte seule
- 1989 : Visions pour orchestre, composée de deux parties : Mystère et Les Yeux clos. C'est une commande pour le centenaire de l'orchestre symphonique de Chicago. Il s'agit en fait d'une orchestration de deux pièces antérieures pour piano, inspirée par la vision de deux tableaux d'Odilon Redon qu'il avait vus exposés au Chicago Art Institute.

### Années 1990
- 1990 : Visions, pour orchestre (8 mars 1990)
- 1990 : My way of Life - In memory of Michael Vyner, pour baryton, chœur mixte et orchestre (30 juin 1990)
- 1990 : From me flows what you call Time, pour 5 percussionnistes et orchestre (19 octobre 1990)
- 1991 : Fantasma/Cantos, pour clarinette et orchestre (14 septembre 1991), qui a reçu le Grawemeyer Award en 1994.
- 1991 : Fantasma/Cantos II, pour trombone et orchestre (3 juin 1994)
- 1991 : Quotation of Dream - Say sea, take me!, pour 2 pianos et orchestre (13 octobre 1991)
- 1991 : How slow the wind, pour orchestre (6 novembre 1991)
- 1991 : A Piece for Guitar - For the 60th birthday of Sylvano Bussotti, pour guitare
- 1992 : Rain Tree Sketch II, à la mémoire d'Olivier Messiaen pour piano
- 1992 :  And then I knew 'twas Wind, pour flûte, alto et harpe (12 mai 1992)
- 1992 : Ceremonial - An autumn ode, pour orchestre avec shô (5 septembre 1992)
- 1992 : Family Tree - Musical Verse for Young People, pour récitant et orchestre (1992 - 20 avril 1995)
- 1993 : Archipelago S., pour 21 instrumentistes répartis en 5 groupes (18 juin 1993)
- 1993 : Between Tides, pour violon, violoncelle et piano (20 septembre 1993)
- 1993 : Equinox, pour guitare
- 1994 : Spirit garden, pour orchestre (14 juin 1994). Il s'agit d'une commande pour le festival international de musique Hida Furakawa. La première en a été faite par l'Orchestre symphonique métropolitain de Tokyo sous la direction de Hiroshi Wakasugi. Son exécution demande environ une quinzaine de minutes.
- 1994 : A Bird came down the Walk, pour alto et piano (1994 - 29 octobre 1995)
- 1994 : Paths - In Memoriam Witold Lutosławski, pour trompette
- 1995 : Three Film Scores, pour orchestre à cordes (9 mars 1995). La première a été donnée par l'orchestre de chambre anglais sous la direction de William Boughton pour le festival de musique de film de Gstaad. Il reprend trois extraits de la bande sonore de José Torres, de Black Rain et de Face of Another. Son exécution demande un peu moins d'un quart d'heure.
- 1995 : Spectral Canticle, pour violon, guitare et orchestre (27 juin 1995)
- 1995 : In the Woods, pour guitare
- 1995 : Air, pour flûte solo (28 janvier 1996)
- 1995 : Comme la Sculpture de Miró, pour flûte, harpe et orchestre (pièce inachevée)

## Musique de films

### Cinéma
- 1956 : Passions juvéniles (Kurutta kajitsu) de Kô Nakahira
- 1957 : Doshaburi de Noboru Nakamura
- 1960 : Kawaita mizuumi de Masahiro Shinoda
- 1961 : Mozu de Minoru Shibuya
- 1961 : Les Mauvais garçons (Furyo shonen) de Susumu Hani
- 1962 : L'Héritage (Karami-ai) de Masaki Kobayashi
- 1962 : Le Traquenard (Otoshiana) de Hiroshi Teshigahara
- 1962 : L'amour à vingt ans (segment "Japan" de Shintarô Ishihara)
- 1962 : Hara-kiri (Seppuku) de Masaki Kobayashi
- 1962 : Namida o shishi no tategami ni de Masahiro Shinoda
- 1963 : Koto de Noboru Nakamura
- 1963 : Subarashii akujo de Hideo Onchi
- 1963 : Shiro to kuro de Hiromichi Horikawa
- 1963 : Elle et lui (Kanojo to kare) de Susumu Hani
- 1963 : Seul sur l'océan Pacifique (太平洋ひとりぼっち, Taiheiyō hitori-botchi?) de Kon Ichikawa
- 1963 : Les Enfants main dans la main (Te o tsunagu kora) de Susumu Hani
- 1964 : La Femme des sables (Suna no onna) de Hiroshi Teshigahara
- 1964 : Ratai de Masashige Narusawa
- 1964 : Fleur pâle (Kawaita hana) de Masahiro Shinoda
- 1964 : Evasion du Japon (Nihon dasshutsu) de Yoshishige Yoshida
- 1964 : Assassinat (Ansatsu) de Masahiro Shinoda
- 1964 : La fleur de l'âge, ou Les adolescentes (segment "Ako", de Hiroshi Teshigahara)
- 1964 : Jidôsha dorobô de Yoshinori Wada
- 1964 : Kwaidan (Kaidan) de Masaki Kobayashi
- 1965 : Utsukushisa to kanashimi to de Masahiro Shinoda
- 1965 : La Guerre des espions (Ibun Sarutobi Sasuke) de Masahiro Shinoda
- 1965 : Fantômes japonais (Yotsuya kaidan) de Shirō Toyoda
- 1965 : Kemonomichi de Eizo Sugawa
- 1965 : Saigô no shinpan de Hiromichi Horikawa
- 1966 : Kinokawa de Noboru Nakamura
- 1966 : Captive's Island (Shokei no shima) de Masahiro Shinoda
- 1966 : Le Visage d'un autre (Tanin no kao) de Hiroshi Teshigahara
- 1966 : Jotai de Hideo Onchi
- 1966 : Akogare de Hideo Onchi
- 1967 : Izu no odoriko de Hideo Onchi
- 1967 : Rébellion (Jôi-uchi: Hairyô tsuma shimatsu) de Masaki Kobayashi
- 1967 : La Chanson de Bwana Toshi (Bwana Toshi no uta) de Susumu Hani
- 1967 : Nuages épars (Midaregumo) de Mikio Naruse
- 1967 : Akane-gumo de Masahiro Shinoda
- 1968 : Meguri-ai de Hideo Onchi
- 1968 : Premier amour, version infernale (Hatsukoi: Jigoku-hen) de Susumu Hani
- 1968 : Le Plan déchiqueté (Moetsukita chizu) de Hiroshi Teshigahara
- 1968 : Jeunesse du Japon (Nihon no seishun) de Masaki Kobayashi
- 1969 : Double suicide à Amijima (Shinjû: Ten no Amijima) de Masahiro Shinoda
- 1969 : Dankon de Shirô Moritani
- 1970 : Il est mort après la guerre (Tôkyô sensô sengo hiwa) de Nagisa Ôshima
- 1970 : Dodes'kaden (Dodesukaden) d'Akira Kurosawa
- 1971 : Yomigaeru daichi de Noboru Nakamura
- 1971 : La Cérémonie (Gishiki) de Nagisa Ôshima
- 1971 : L’Auberge du mal (Inochi bô ni furô) de Masaki Kobayashi
- 1971 : Silence (Chinmoku) de Masahiro Shinoda
- 1972 : Une petite sœur pour l’été (Natsu no imôto) de Nagisa Ôshima
- 1972 : Summer Soldiers (Samâ sorujâ) de Hiroshi Teshigahara
- 1973 : Seigen-ki de Tôichirô Narushima
- 1973 : Kaseki no mori de Masahiro Shinoda
- 1974 : Himiko de Masahiro Shinoda
- 1974 : Shiawase de Hideo Onchi
- 1975 : Sakura no mori no mankai no shita de Masahiro Shinoda
- 1975 : Les Fossiles (Kaseki) de Masaki Kobayashi
- 1977 : Sabita honoo de Masahisa Sadanaga
- 1977 : Orin la proscrite (はなれ瞽女おりん, Hanare goze Orin?) de Masahiro Shinoda
- 1978 : L'Empire de la passion (Ai no bôrei) de Nagisa Ôshima
- 1979 : L’Automne embrasé (Moeru aki) de Masaki Kobayashi
- 1980 : Tempyo no iraka de Kei Kumai
- 1981 : Rennyo to sono haha de Kihachiro Kawamoto
- 1985 : Ran d'Akira Kurosawa
- 1985 : La Maison sans Table (Shokutaku no nai ie) de Masaki Kobayashi
- 1985 : Les Feux d'Himatsuri (Himatsuri) de Mitsuo Yanagimachi
- 1986 : Gonza le lancier (鑓の権三, Yari no Gonza?) de Masahiro Shinoda
- 1988 : Onimaru (Arashi ga oka) de Yoshishige Yoshida
- 1989 : Pluie noire (Kuroi ame) de Shôhei Imamura (générique uniquement)
- 1989 : Rikyu de Hiroshi Teshigahara
- 1992 : La Princesse Go (Gô-hime) de Hiroshi Teshigahara
- 1993 : Soleil levant (Rising Sun) de Philip Kaufman
- 1995 : Sharaku de Masahiro Shinoda

### Télévision
- 1964 : La tombe de la jeunesse (documentaire)
- 1971 : Tennô no seiki (série documentaire)
- 1983 : Nami no bon (téléfilm)
- 1984 : Shin yumechiyo nikki (série télévisée)
- 1986 : Zen no sekai (série documentaire)
- 1987 : Kesa no aki (téléfilm)
- 1989 : For the Whales (documentaire)
- 1994 : Music for the Movies: Tôru Takemitsu (documentaire)
- 1995 : Un siècle de cinéma japonais, par Nagisa Oshima (documentaire)

## Les arrangements
Tōru Takemitsu a écrit un certain nombre d'arrangements dont ceux pour orchestre d'œuvres d'Erik Satie, mais aussi des arrangements pour guitares de chansons populaires tel que Yesterday des Beatles, ou Over the rainbow de Harold Arlen.